# Botticino Sera
Botticino Sera è una frazione del comune italiano di Botticino. 
Costituì comune autonomo sino al 1928, quando fu unito assieme a Botticino Mattina per formare la municipalità di Botticino.

## Storia
Il riferimento alla sera si lega alla posizione di ponente dell'abitato rispetto a quella di levante dell'altra località.
Il primo tentativo di unificare il paese fu operato dal governo di Napoleone, ma fu annullato dalla restaurazione austriaca. Fu il fascismo cent'anni dopo a ordinare d'autorità tale unione.

## Monumenti e luoghi di interesse
- Basilica minore di Santa Maria Assunta